# Roberto Di Meglio
Roberto Di Meglio (né le 29 mars 1966  à Pise) est un auteur italien de jeux de société, créateur notamment de La Guerre de l'Anneau, inspiré par Le Seigneur des anneaux de J. R. R. Tolkien.